# إكسورة متكتلة
إكسورة متكتلة (الاسم العلمي:Ixora aggregata) هي نوع من النباتات تتبع جنس الإكسورة من الفصيلة الفوية.